# Opostega pelocrossa
Opostega pelocrossa là một loài bướm đêm thuộc họ Opostegidae. Nó được Edward Meyrick miêu tả năm 1928. Nó được tìm thấy ở Mazoe, Zimbabwe.